# Институт (футбольный клуб)
«Институт» (англ. Institute FC) — североирландский футбольный клуб из города Драмахоу, недалеко от Дерри, в графстве Лондондерри. В 2006 году команда попала в Первый дивизион Северной Ирландии, заняв 15 место в Высшем дивизионе сезона 2005/06. Но уже на следующий сезон Институт без особого труда вернул себе «прописку» в Высшем дивизионе, заняв 1 место по итогам сезона и обогнав ближайшего соперника на семь очков.

## Достижения
- Первая лига
  - Победитель: 2006/07, 2013/14
  - Вице-чемпион: 2001/02
- Межрегиональный кубок
  - Обладатель: 2012/13
- Северо-западный кубок
  - Обладатель (6): 1997/98, 2002/03, 2008/09, 2010/11, 2011/12, 2014/15

## Руководство
- Президент: «Чарльз Фергюсон»
- Председатель: «Раймонд Смит»
- Экономист: «Трэвор Хьюит»
- Секретарь: «Билли Смолвудс»
- Бухгалтер: «Кейт МакЭлинни»
- Пресс-атташе: «Дайан МакМонагл»
- Сотрудник службы безопасности: «Стэфан Спрэт»
- Тренер: «Лиам Бэкет»
- Помощник тренера: «Джон Грегг»
- Старший тренер: «Джэки Моррисон»
- Массажист: «Пол Брэттон»
- Доктор: «Доктор Ноэл Боил»

## Контактная информация
- Institute Football Club, Riverside Stadium, Y.M.C.A. Grounds, 51, Glenshane Rd, Londonderry, Northern Ireland, BT47 3SF

- Телефон: 028 7130 2129